# Kottspiel
Kottspiel ist ein Weiler der Gemeinde Bühlertann im Landkreis Schwäbisch Hall im nordöstlichen Baden-Württemberg.

## Geographie
Kottspiel liegt etwa zwei Kilometer südlich des Dorfes Bühlertann im Tal der Bühler in einer verzogenen Talspinne. Von rechts und Osten her mündet im Ort der Avenbach, etwas abwärts des Ortes von links und aus dem Nordwesten kommend deren größter Zufluss Fischach in die Bühler. 
Die Bühlertalstraße L 1072 auf ihrem Abschnitt zwischen Bühlertann und Bühlerzell weiter im Süden durchzieht Kottspiel, von ihr zweigt hier die K 2625 in Richtung Bühlerzell-Geifertshofen ab, die mit den Orten im Fischachtal verbindet. Durchs Avenbachtal führt eine unbedeutendere Straße nach Bühlerzell-Holenstein.

## Geschichte
Kottspiel wurde im Jahre 1230 erstmals erwähnt. Innerhalb einer Schleife der Bühler nördlich um den Dorfkern lag die schon im Mittelalter aufgegebene Wasserburg Kottspiel, von der heute aber nur noch ein kleiner Hügel und flache umgebende Gräben auf einer Wiese zeugen. In der Ortsmitte steht längs neben der Straße die dem Heiligen Leonhard geweihte spätgotische Ortskirche mit Renaissance-Hochaltar und schießschartenähnlichen Turmöffnungen.

## Gegenwart
Der Ort hat heute etwa 230 Einwohner. Bekannt ist er für den Tischtennisverein TTC Kottspiel.